# Piz Greina
Piz Greina är en bergstopp i Schweiz.   Den ligger i regionen Surselva och kantonen Graubünden, i den sydöstra delen av landet, 120 km öster om huvudstaden Bern. Toppen på Piz Greina är 3 124 meter över havet, eller 62 meter över den omgivande terrängen. Bredden vid basen är 0,27 km.
Terrängen runt Piz Greina är huvudsakligen bergig. Närmaste större samhälle är Disentis, 12,4 km nordväst om Piz Greina. 
Trakten runt Piz Greina består i huvudsak av gräsmarker. Runt Piz Greina är det mycket glesbefolkat, med 5 invånare per kvadratkilometer.